# 广宁街道
广宁街道是中国北京市石景山区下辖的一个街道。

## 行政区划
广宁街道共辖4个社区，分别是：
东山社区、新立街社区、麻峪社区、高井路社区。

## 名称由来
广宁街道位于石景山区的西部，西临金顶街、东临麻峪，周围有“四平”和“黑头”两座山，南面为永定河引水渠。广宁街道得名于广宁坟，乃明代广宁伯刘荣所葬之地。
广宁伯刘荣原名刘江，刘荣是明永乐皇帝赐名，后镇守辽东广宁府、封广宁伯、世袭。
1987年，广宁街道北面出土刘估墓、刘允墓、线马氏墓，因刘估、刘允均是刘荣的后人，世袭广宁伯称号，因而该地由此得名广宁村。